# مرج

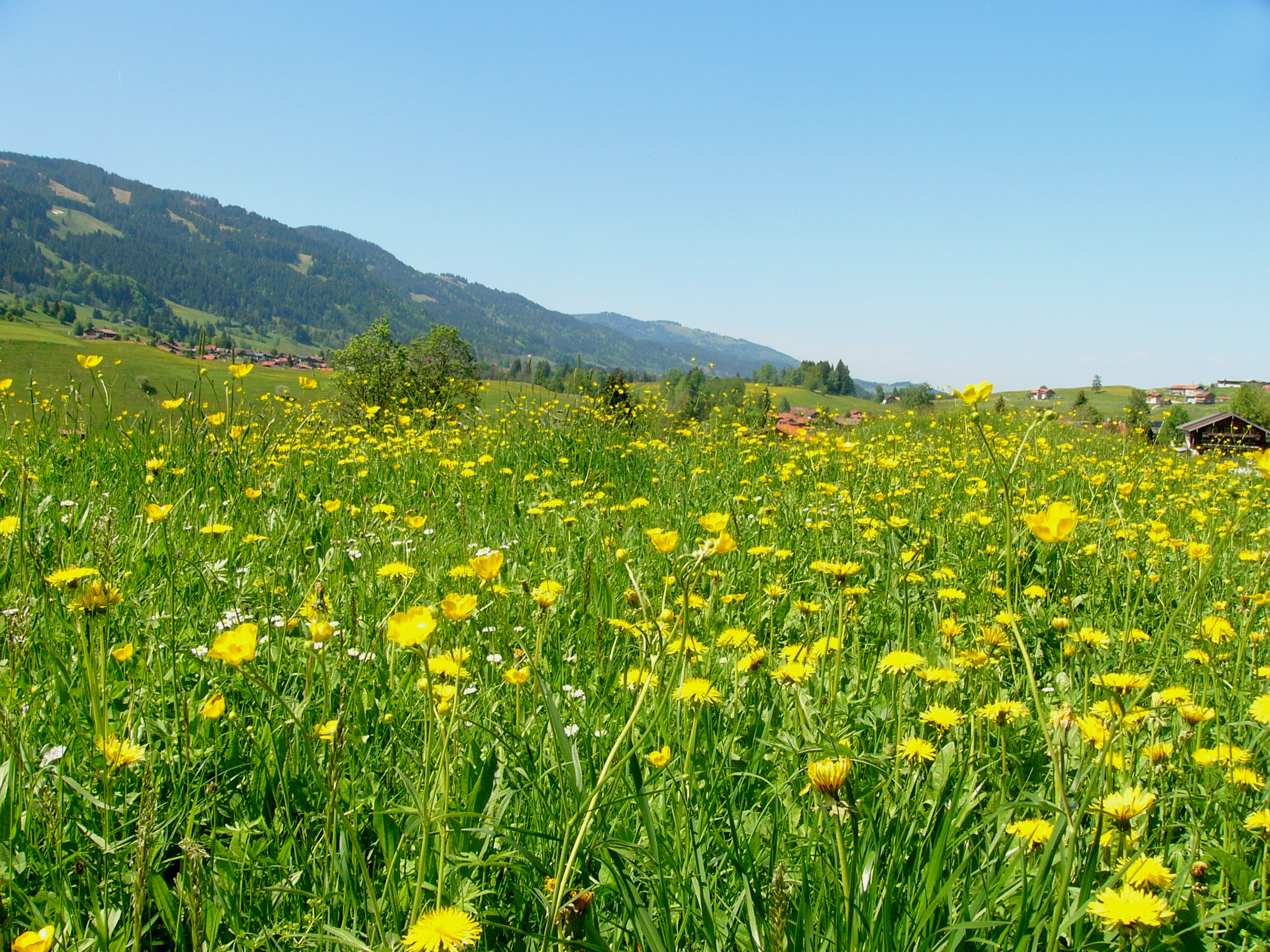
مرج أخضر مزهر

المرج هو مساحة مسطحة خضراء تتواجد في الفلاء، هي على العكس من المرعى لا يوجد فيها ماشية على الأغلب. يمكن أن تكون المروج على سفوح الجبال، وهي غالباً ما تحوي نباتات برية مزهرة.

## اقرأ أيضاً
- حقل
- مزرعة
- مرعى
- غضراء
- مخضرة